# Liste der Orte im Landkreis Teltow-Fläming

Wappen des Kreises

Diese Liste enthält Siedlungen und Orte des Landkreises Teltow-Fläming in Brandenburg. Zusätzlich angegeben sind die Art der Gemeinde und die übergeordnete Einheit. Durch Klicken auf das quadratische Symbol in der Titelzeile kann die Liste nach den einzelnen Parametern sortiert werden.
Grundlage für die Angaben sind die beim Online-Dienstleistungsportal des Landes Brandenburg abrufbaren Daten (Stand. 1. Januar 2009). 277 Siedlungen sind in dieser Liste aufgenommen. Wüste Feldmarken oder nun nicht mehr bewohnte Ortskolonien wie Hohendorf und Schmielickendorf sind nicht enthalten. 

## Liste
| Ort                        | Art          | Übergeordnete Einheit     |
| -------------------------- | ------------ | ------------------------- |
| Ahrensdorf                 | Ortsteil     | Nuthe-Urstromtal          |
| Ahrensdorf                 | Ortsteil     | Ludwigsfelde              |
| Alexanderdorf              | Wohnplatz    | Am Mellensee              |
| Altes Lager                | Ortsteil     | Niedergörsdorf            |
| Altsorgefeld               | Gemeindeteil | Amt Dahme/Mark Dahme/Mark |
| Am Bahnhof                 | Wohnplatz    | Baruth/Mark               |
| Am Fischerkietz            | Wohnplatz    | Ludwigsfelde              |
| Bahnhof                    | Wohnplatz    | Niedergörsdorf            |
| Baruth/Mark                | Stadt        | Baruth/Mark               |
| Baruth/Mark                | Ortsteil     | Baruth/Mark               |
| Bärwalde                   | Ortsteil     | Niederer Fläming          |
| Berkenbrück                | Ortsteil     | Nuthe-Urstromtal          |
| Bernhardsmüh               | Wohnplatz    | Baruth/Mark               |
| Birkenhain                 | Gemeindeteil | Großbeeren                |
| Birkholz                   | Gemeindeteil | Großbeeren                |
| Birkhorst                  | Wohnplatz    | Nuthe-Urstromtal          |
| Blankenfelde               | Ortsteil     | Blankenfelde-Mahlow       |
| Blankensee                 | Ortsteil     | Trebbin                   |
| Bleiche                    | Wohnplatz    | Luckenwalde               |
| Blönsdorf                  | Ortsteil     | Niedergörsdorf            |
| Bochow                     | Ortsteil     | Niedergörsdorf            |
| Bollensdorf                | Ortsteil     | Amt Dahme/Mark Ihlow      |
| Bombachhaus                | Wohnplatz    | Baruth/Mark               |
| Borgisdorf                 | Ortsteil     | Niederer Fläming          |
| Buckow                     | Ortsteil     | Amt Dahme/Mark Dahme/Mark |
| Bürgermühle                | Wohnplatz    | Jüterbog                  |
| Charlottenfelde            | Gemeindeteil | Baruth/Mark               |
| Christinendorf             | Ortsteil     | Trebbin                   |
| Dabendorf                  | Gemeindeteil | Zossen                    |
| Dahlewitz                  | Ortsteil     | Blankenfelde-Mahlow       |
| Dahme/Mark                 | Ortsteil     | Amt Dahme/Mark Dahme/Mark |
| Dahme/Mark                 | Stadt        | Amt Dahme/Mark Dahme/Mark |
| Dalichow                   | Ortsteil     | Niedergörsdorf            |
| Damm                       | Wohnplatz    | Jüterbog                  |
| Danna                      | Ortsteil     | Niedergörsdorf            |
| Dennewitz                  | Ortsteil     | Niedergörsdorf            |
| Diedersdorf                | Ortsteil     | Großbeeren                |
| Dobbrikow                  | Ortsteil     | Nuthe-Urstromtal          |
| Dornswalde                 | Ortsteil     | Baruth/Mark               |
| Dümde                      | Ortsteil     | Nuthe-Urstromtal          |
| Ebelshof                   | Wohnplatz    | Trebbin                   |
| Eckmannsdorf               | Ortsteil     | Niedergörsdorf            |
| Eichenhof                  | Wohnplatz    | Trebbin                   |
| Elsthal                    | Wohnplatz    | Luckenwalde               |
| Feldschlößchen             | Wohnplatz    | Amt Dahme/Mark Dahme/Mark |
| Felgentreu                 | Ortsteil     | Nuthe-Urstromtal          |
| Fernneuendorf              | Wohnplatz    | Am Mellensee              |
| Flugplatz                  | Wohnplatz    | Niedergörsdorf            |
| Forsthaus Altlenzburg      | Wohnplatz    | Trebbin                   |
| Forsthaus Brand            | Wohnplatz    | Baruth/Mark               |
| Forsthaus Holbeck West     | Wohnplatz    | Nuthe-Urstromtal          |
| Forsthaus Johannismühle    | Wohnplatz    | Baruth/Mark               |
| Forsthaus Lenzburg         | Wohnplatz    | Trebbin                   |
| Forsthaus Lindhorst        | Wohnplatz    | Nuthe-Urstromtal          |
| Forsthaus Märtensmühle     | Wohnplatz    | Nuthe-Urstromtal          |
| Forsthaus Riesdorfer Heide | Wohnplatz    | Niederer Fläming          |
| Forsthaus Rochau           | Wohnplatz    | Amt Dahme/Mark Dahme/Mark |
| Forsthaus Wahlsdorf        | Wohnplatz    | Amt Dahme/Mark Dahme/Mark |
| Forsthaus Wunder           | Wohnplatz    | Baruth/Mark               |
| Frankenfelde               | Ortsteil     | Luckenwalde               |
| Frankenförde               | Ortsteil     | Nuthe-Urstromtal          |
| Freie-Scholle-Siedlung     | Wohnplatz    | Trebbin                   |
| Friederikenhof             | Gemeindeteil | Großbeeren                |
| Fröhden                    | Ortsteil     | Jüterbog                  |
| Fuchsberg                  | Wohnplatz    | Blankenfelde-Mahlow       |
| Funkenmühle                | Gemeindeteil | Zossen                    |
| Gadsdorf                   | Ortsteil     | Am Mellensee              |
| Gebersdorf                 | Ortsteil     | Amt Dahme/Mark Dahme/Mark |
| Genshagen                  | Ortsteil     | Ludwigsfelde              |
| Glashütte                  | Gemeindeteil | Baruth/Mark               |
| Glasow                     | Gemeindeteil | Blankenfelde-Mahlow       |
| Glau                       | Ortsteil     | Trebbin                   |
| Glienick                   | Ortsteil     | Zossen                    |
| Gölsdorf                   | Ortsteil     | Niedergörsdorf            |
| Görsdorf                   | Ortsteil     | Amt Dahme/Mark Dahmetal   |
| Gottow                     | Ortsteil     | Nuthe-Urstromtal          |
| Gottsdorf                  | Ortsteil     | Nuthe-Urstromtal          |
| Gräfendorf                 | Ortsteil     | Niederer Fläming          |
| Gröben                     | Ortsteil     | Ludwigsfelde              |
| Groß Kienitz               | Ortsteil     | Blankenfelde-Mahlow       |
| Groß Machnow               | Ortsteil     | Rangsdorf                 |
| Groß Schulzendorf          | Ortsteil     | Ludwigsfelde              |
| Groß Ziescht               | Ortsteil     | Baruth/Mark               |
| Großbeeren                 | Gemeinde     | Großbeeren                |
| Großbeuthen                | Ortsteil     | Trebbin                   |
| Grüna                      | Ortsteil     | Jüterbog                  |
| Haidemühle                 | Wohnplatz    | Amt Dahme/Mark Dahmetal   |
| Hammer                     | Wohnplatz    | Nuthe-Urstromtal          |
| Hanschenland               | Wohnplatz    | Am Mellensee              |
| Heidehof                   | Wohnplatz    | Jüterbog                  |
| Heinersdorf                | Ortsteil     | Großbeeren                |
| Heinsdorf                  | Wohnplatz    | Amt Dahme/Mark Dahme/Mark |
| Hennickendorf              | Ortsteil     | Nuthe-Urstromtal          |
| Herbersdorf                | Ortsteil     | Niederer Fläming          |
| Höfgen                     | Ortsteil     | Niederer Fläming          |
| Hohenahlsdorf              | Ortsteil     | Niederer Fläming          |
| Hohengörsdorf              | Ortsteil     | Niederer Fläming          |
| Hohenseefeld               | Ortsteil     | Niederer Fläming          |
| Holbeck                    | Ortsteil     | Nuthe-Urstromtal          |
| Horstfelde                 | Ortsteil     | Zossen                    |
| Horstmühle                 | Wohnplatz    | Baruth/Mark               |
| Horstwalde                 | Ortsteil     | Baruth/Mark               |
| Ihlow                      | Ortsteil     | Amt Dahme/Mark Ihlow      |
| Illmersdorf                | Ortsteil     | Amt Dahme/Mark Ihlow      |
| Jänickendorf               | Ortsteil     | Nuthe-Urstromtal          |
| Jühnsdorf                  | Ortsteil     | Blankenfelde-Mahlow       |
| Jütchendorf                | Ortsteil     | Ludwigsfelde              |
| Jüterbog                   | Stadt        | Jüterbog                  |
| Kallinchen                 | Ortsteil     | Zossen                    |
| Kaltenborn                 | Ortsteil     | Niedergörsdorf            |
| Kaltenhausen               | Wohnplatz    | Jüterbog                  |
| Karlsdorf                  | Gemeindeteil | Amt Dahme/Mark Ihlow      |
| Kemlitz                    | Gemeindeteil | Baruth/Mark               |
| Kemlitz                    | Ortsteil     | Amt Dahme/Mark Dahme/Mark |
| Kemnitz                    | Ortsteil     | Nuthe-Urstromtal          |
| Kerzendorf                 | Ortsteil     | Ludwigsfelde              |
| Klasdorf                   | Ortsteil     | Baruth/Mark               |
| Klausdorf                  | Ortsteil     | Am Mellensee              |
| Klein Kienitz              | Ortsteil     | Rangsdorf                 |
| Klein Schulzendorf         | Ortsteil     | Trebbin                   |
| Klein Ziescht              | Gemeindeteil | Baruth/Mark               |
| Kleinbeeren                | Ortsteil     | Großbeeren                |
| Kleinbeuthen               | Gemeindeteil | Trebbin                   |
| Kliestow                   | Ortsteil     | Trebbin                   |
| Klinkenmühle               | Wohnplatz    | Nuthe-Urstromtal          |
| Kloster Zinna              | Ortsteil     | Jüterbog                  |
| Kolonie Rosenthal          | Wohnplatz    | Amt Dahme/Mark Dahme/Mark |
| Kolonie Thyrow             | Wohnplatz    | Trebbin                   |
| Kolpien                    | Wohnplatz    | Amt Dahme/Mark Dahme/Mark |
| Kolzenburg                 | Ortsteil     | Luckenwalde               |
| Körbitz                    | Ortsteil     | Niederer Fläming          |
| Kossin                     | Ortsteil     | Niederer Fläming          |
| Kummersdorf                | Wohnplatz    | Am Mellensee              |
| Kummersdorf-Alexanderdorf  | Ortsteil     | Am Mellensee              |
| Kummersdorf-Gut            | Ortsteil     | Am Mellensee              |
| Kurzlipsdorf               | Ortsteil     | Niedergörsdorf            |
| Langenlipsdorf             | Ortsteil     | Niedergörsdorf            |
| Lichterfelde               | Ortsteil     | Niederer Fläming          |
| Liebätz                    | Ortsteil     | Nuthe-Urstromtal          |
| Liebsdorf                  | Gemeindeteil | Amt Dahme/Mark Dahmetal   |
| Liedekahle                 | Gemeindeteil | Amt Dahme/Mark Dahmetal   |
| Liepe                      | Gemeindeteil | Amt Dahme/Mark Dahme/Mark |
| Ließen                     | Ortsteil     | Baruth/Mark               |
| Lindenberg                 | Wohnplatz    | Luckenwalde               |
| Lindenbrück                | Ortsteil     | Zossen                    |
| Lindow                     | Ortsteil     | Niedergörsdorf            |
| Lochow                     | Wohnplatz    | Baruth/Mark               |
| Löwenbruch                 | Ortsteil     | Ludwigsfelde              |
| Löwendorf                  | Ortsteil     | Trebbin                   |
| Luckenwalde                | Stadt        | Luckenwalde               |
| Lüdersdorf                 | Ortsteil     | Trebbin                   |
| Ludwigsfelde               | Stadt        | Ludwigsfelde              |
| Lynow                      | Ortsteil     | Nuthe-Urstromtal          |
| Mahlow                     | Ortsteil     | Blankenfelde-Mahlow       |
| Mahlow Dorf                | Wohnplatz    | Blankenfelde-Mahlow       |
| Malterhausen               | Ortsteil     | Niedergörsdorf            |
| Marienhof                  | Wohnplatz    | Niederer Fläming          |
| Markendorf                 | Ortsteil     | Jüterbog                  |
| Märkisch Wilmersdorf       | Ortsteil     | Trebbin                   |
| Märtensmühle               | Ortsteil     | Nuthe-Urstromtal          |
| Mehlsdorf                  | Ortsteil     | Amt Dahme/Mark Ihlow      |
| Meinsdorf                  | Ortsteil     | Niederer Fläming          |
| Mellensee                  | Ortsteil     | Am Mellensee              |
| Mellnsdorf                 | Ortsteil     | Niedergörsdorf            |
| Merzdorf                   | Ortsteil     | Baruth/Mark               |
| Mietgendorf                | Ortsteil     | Ludwigsfelde              |
| Moldenhütten               | Wohnplatz    | Nuthe-Urstromtal          |
| Mönninghausen              | Wohnplatz    | Am Mellensee              |
| Mückendorf                 | Ortsteil     | Baruth/Mark               |
| Nächst Neuendorf           | Ortsteil     | Zossen                    |
| Nettgendorf                | Ortsteil     | Nuthe-Urstromtal          |
| Neu Frankenfelde           | Wohnplatz    | Luckenwalde               |
| Neubeeren                  | Gemeindeteil | Großbeeren                |
| Neue Häuser                | Wohnplatz    | Jüterbog                  |
| Neues Lager                | Wohnplatz    | Jüterbog                  |
| Neues Lager                | Wohnplatz    | Niedergörsdorf            |
| Neuheim                    | Ortsteil     | Jüterbog                  |
| Neuhof                     | Ortsteil     | Jüterbog                  |
| Neuhof                     | Gemeindeteil | Zossen                    |
| Neumarkt                   | Wohnplatz    | Jüterbog                  |
| Neumühle                   | Wohnplatz    | Amt Dahme/Mark Dahmetal   |
| Niebendorf                 | Wohnplatz    | Amt Dahme/Mark Dahme/Mark |
| Niebendorf-Heinsdorf       | Ortsteil     | Amt Dahme/Mark Dahme/Mark |
| Niedergörsdorf             | Ortsteil     | Niedergörsdorf            |
| Niederseefeld              | Wohnplatz    | Niederer Fläming          |
| Niendorf                   | Ortsteil     | Amt Dahme/Mark Ihlow      |
| Nonnendorf                 | Ortsteil     | Niederer Fläming          |
| Nunsdorf                   | Ortsteil     | Zossen                    |
| Obermühle                  | Wohnplatz    | Nuthe-Urstromtal          |
| Oehna                      | Ortsteil     | Niedergörsdorf            |
| Paplitz                    | Ortsteil     | Baruth/Mark               |
| Paulshöhe                  | Wohnplatz    | Trebbin                   |
| Pechhütte                  | Wohnplatz    | Baruth/Mark               |
| Petkus                     | Ortsteil     | Baruth/Mark               |
| Plantage                   | Wohnplatz    | Trebbin                   |
| Pramsdorf                  | Wohnplatz    | Rangsdorf                 |
| Prensdorf                  | Ortsteil     | Amt Dahme/Mark Dahmetal   |
| Priedel                    | Wohnplatz    | Trebbin                   |
| Quellenhof                 | Wohnplatz    | Jüterbog                  |
| Radeland                   | Ortsteil     | Baruth/Mark               |
| Radelandsiedlung           | Wohnplatz    | Baruth/Mark               |
| Rangsdorf                  | Gemeinde     | Rangsdorf                 |
| Rehagen                    | Ortsteil     | Am Mellensee              |
| Reinsdorf                  | Ortsteil     | Niederer Fläming          |
| Riesdorf                   | Ortsteil     | Niederer Fläming          |
| Rietdorf                   | Ortsteil     | Amt Dahme/Mark Ihlow      |
| Rinow                      | Ortsteil     | Niederer Fläming          |
| Rohrbeck                   | Ortsteil     | Niedergörsdorf            |
| Rosenthal                  | Ortsteil     | Amt Dahme/Mark Dahme/Mark |
| Roter Dudel                | Gemeindeteil | Blankenfelde-Mahlow       |
| Rothemühle                 | Wohnplatz    | Amt Dahme/Mark Dahmetal   |
| Ruhlsdorf                  | Ortsteil     | Nuthe-Urstromtal          |
| Saalow                     | Ortsteil     | Am Mellensee              |
| Scharfenbrück              | Ortsteil     | Nuthe-Urstromtal          |
| Schiaß                     | Ortsteil     | Ludwigsfelde              |
| Schlenzer                  | Ortsteil     | Niederer Fläming          |
| Schöbendorf                | Ortsteil     | Baruth/Mark               |
| Schöna                     | Wohnplatz    | Amt Dahme/Mark Dahme/Mark |
| Schöna-Kolpien             | Ortsteil     | Amt Dahme/Mark Dahme/Mark |
| Schönblick                 | Wohnplatz    | Trebbin                   |
| Schönefeld                 | Ortsteil     | Niedergörsdorf            |
| Schönefeld                 | Ortsteil     | Nuthe-Urstromtal          |
| Schöneiche                 | Ortsteil     | Zossen                    |
| Schöneicher Plan           | Wohnplatz    | Zossen                    |
| Schöneweide                | Ortsteil     | Nuthe-Urstromtal          |
| Schönhagen                 | Ortsteil     | Trebbin                   |
| Schünow                    | Ortsteil     | Zossen                    |
| Schwebendorf               | Ortsteil     | Amt Dahme/Mark Dahme/Mark |
| Seeblick                   | Wohnplatz    | Trebbin                   |
| Seehausen                  | Ortsteil     | Niedergörsdorf            |
| Sernow                     | Ortsteil     | Niederer Fläming          |
| Sieb                       | Ortsteil     | Amt Dahme/Mark Dahme/Mark |
| Siedlung                   | Wohnplatz    | Baruth/Mark               |
| Siedlung am Motzener See   | Wohnplatz    | Zossen                    |
| Siedlung Horstfelde        | Wohnplatz    | Zossen                    |
| Siethen                    | Ortsteil     | Ludwigsfelde              |
| Sperenberg                 | Ortsteil     | Am Mellensee              |
| Stangenhagen               | Ortsteil     | Trebbin                   |
| Struveshof                 | Wohnplatz    | Ludwigsfelde              |
| Stülpe                     | Ortsteil     | Nuthe-Urstromtal          |
| Theresenhof                | Wohnplatz    | Rangsdorf                 |
| Thyrow                     | Ortsteil     | Trebbin                   |
| Trebbin                    | Stadt        | Trebbin                   |
| Unterhammer                | Wohnplatz    | Nuthe-Urstromtal          |
| Vor dem Baruther Tor       | Wohnplatz    | Luckenwalde               |
| Vor dem Trebbiner Tor      | Wohnplatz    | Luckenwalde               |
| Wahlsdorf                  | Ortsteil     | Amt Dahme/Mark Dahme/Mark |
| Waldau                     | Wohnplatz    | Jüterbog                  |
| Waldblick                  | Gemeindeteil | Blankenfelde-Mahlow       |
| Waldkater                  | Wohnplatz    | Am Mellensee              |
| Waldsiedlung               | Wohnplatz    | Jüterbog                  |
| Waldstadt                  | Gemeindeteil | Zossen                    |
| Walkmühle                  | Wohnplatz    | Luckenwalde               |
| Waltersdorf                | Ortsteil     | Niederer Fläming          |
| Weidmannsruh               | Wohnplatz    | Niedergörsdorf            |
| Weinberg                   | Wohnplatz    | Ludwigsfelde              |
| Weißen                     | Ortsteil     | Niederer Fläming          |
| Welsickendorf              | Ortsteil     | Niederer Fläming          |
| Werben                     | Gemeindeteil | Zossen                    |
| Werbig                     | Ortsteil     | Niederer Fläming          |
| Werder                     | Ortsteil     | Jüterbog                  |
| Wergzahna                  | Ortsteil     | Niedergörsdorf            |
| Wiepersdorf                | Ortsteil     | Niederer Fläming          |
| Wiesenhagen                | Ortsteil     | Trebbin                   |
| Wietstock                  | Ortsteil     | Ludwigsfelde              |
| Wildau-Wentdorf            | Ortsteil     | Amt Dahme/Mark Dahmetal   |
| Wölmsdorf                  | Ortsteil     | Niedergörsdorf            |
| Woltersdorf                | Ortsteil     | Nuthe-Urstromtal          |
| Woltersdorf Siedlung       | Wohnplatz    | Nuthe-Urstromtal          |
| Wünsdorf                   | Ortsteil     | Zossen                    |
| Zagelsdorf                 | Ortsteil     | Amt Dahme/Mark Dahme/Mark |
| Zellendorf                 | Ortsteil     | Niedergörsdorf            |
| Zesch am See               | Gemeindeteil | Zossen                    |
| Ziegelei                   | Wohnplatz    | Trebbin                   |
| Zossen                     | Stadt        | Zossen                    |
| Zossen                     | Ortsteil     | Zossen                    |
| Zülichendorf               | Ortsteil     | Nuthe-Urstromtal          |